# Forum Marinum
Forum Marinum — расположенный в Турку центр изучения истории мореплавания и кораблестроения. Основными направлениями работы центра является музейная, научно-исследовательская и архивная деятельность.

## История
Forum Marinum создан в 1999 году путём слияния Музея мореплавания города Турку, основанного в 1977 году, и Музея истории мореходства Академии Або, основанного в 1936 году. Музей располагается в IX районе города Турку, в устье реки Аура, неподалёку от городского порта. Музейный комплекс располагается в бывших зданиях государственного склада продовольственного резерва (здание Kruununmakasiini) и кооперативного сообщества (здание Linnanpuomi). Часть экспонатов размещена во дворе музея, вдоль набережной пришвартованы музейные суда.

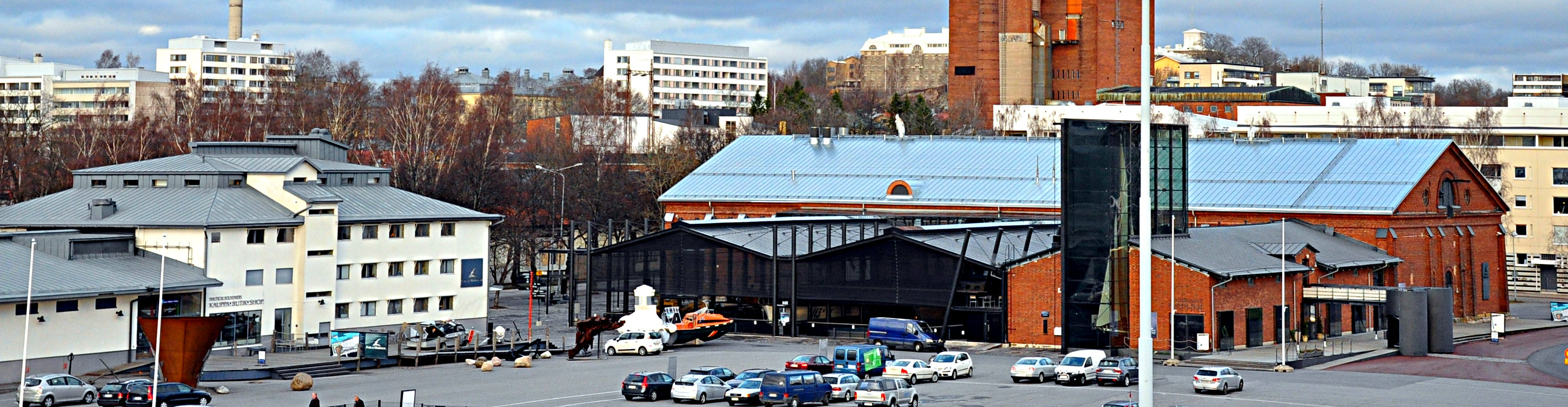
Панорама музея
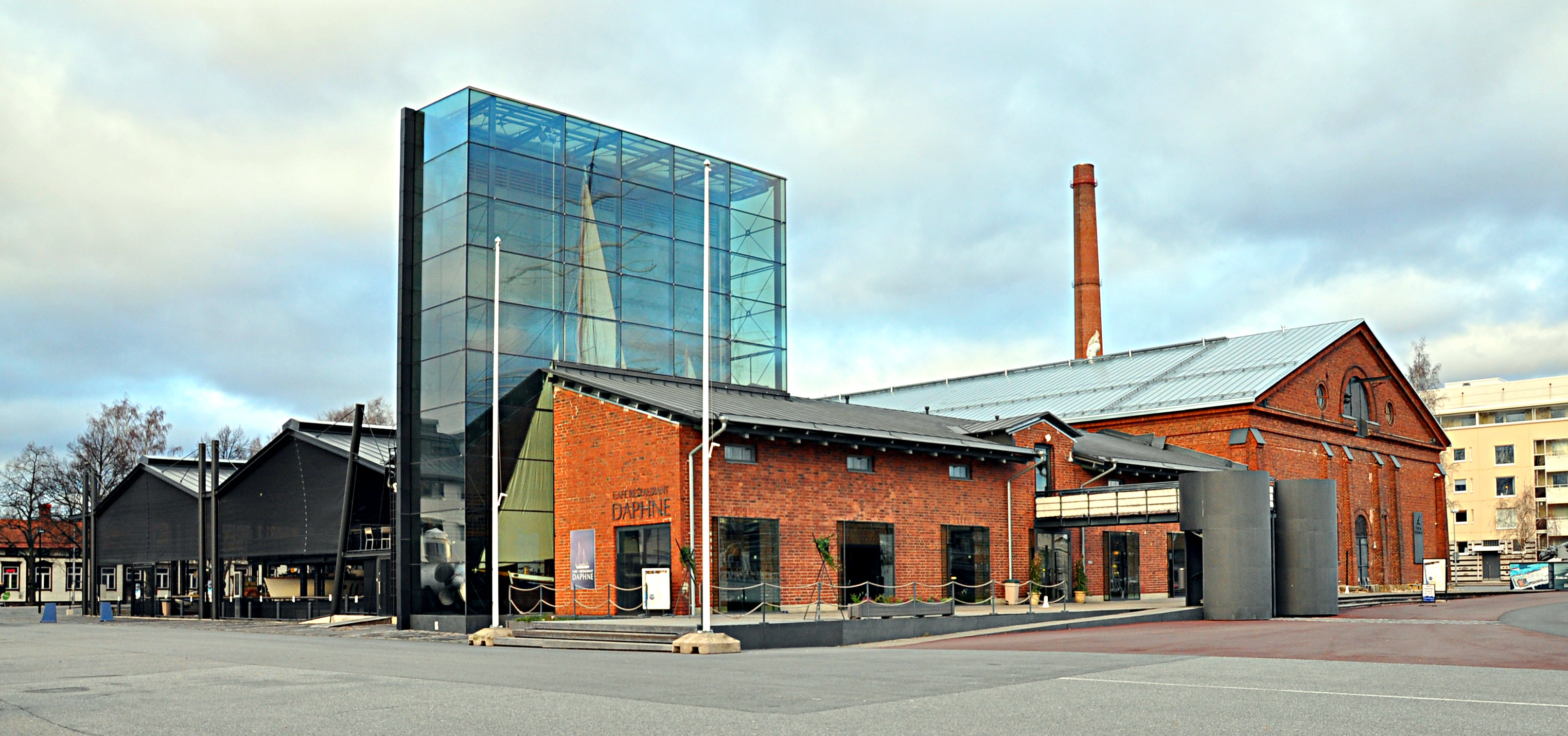
Здание бывшего продовольственного склада и кеч Daphne
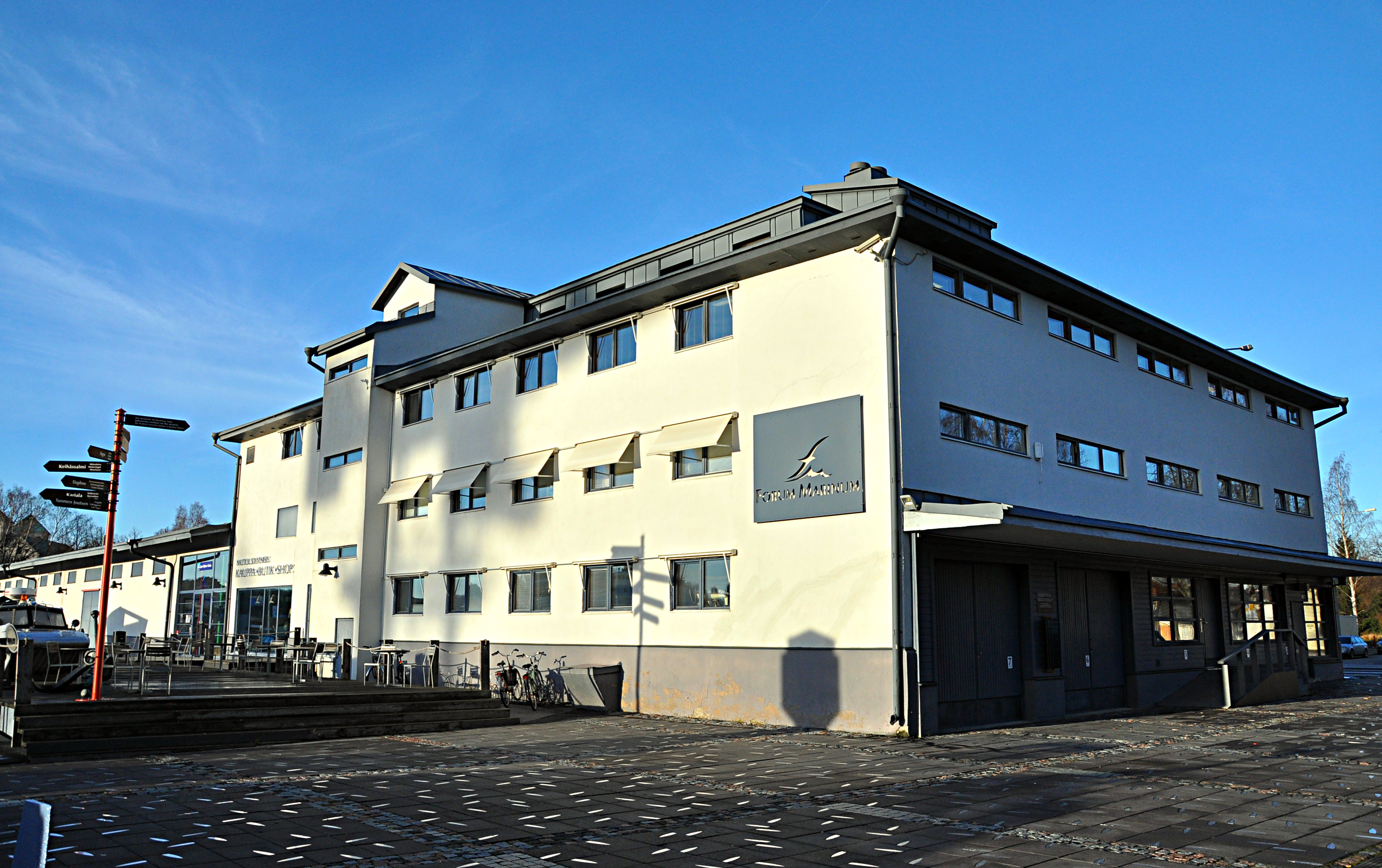
Здание бывшего кооперативного сообщества
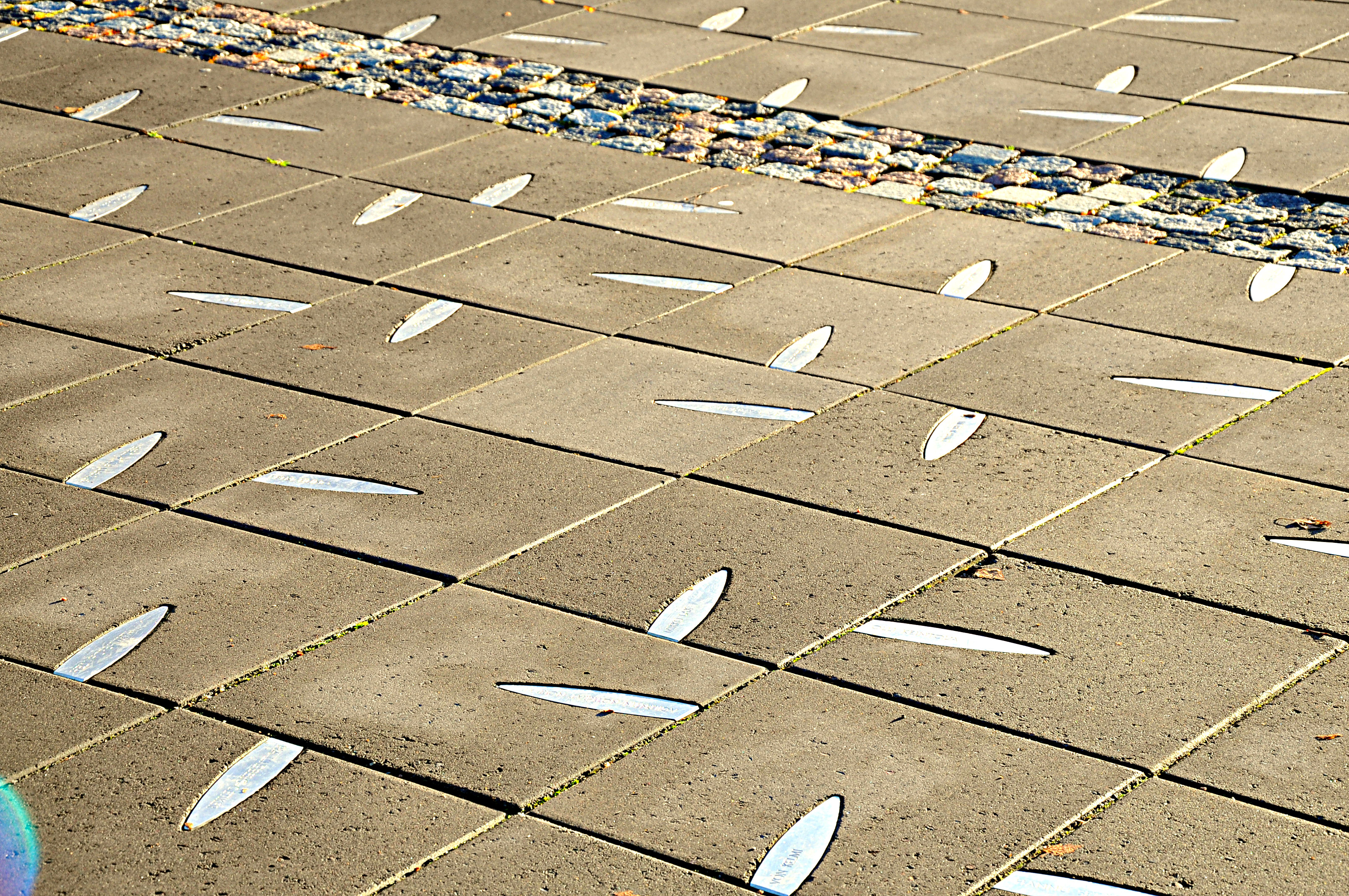
Площадь Архипелагового моря
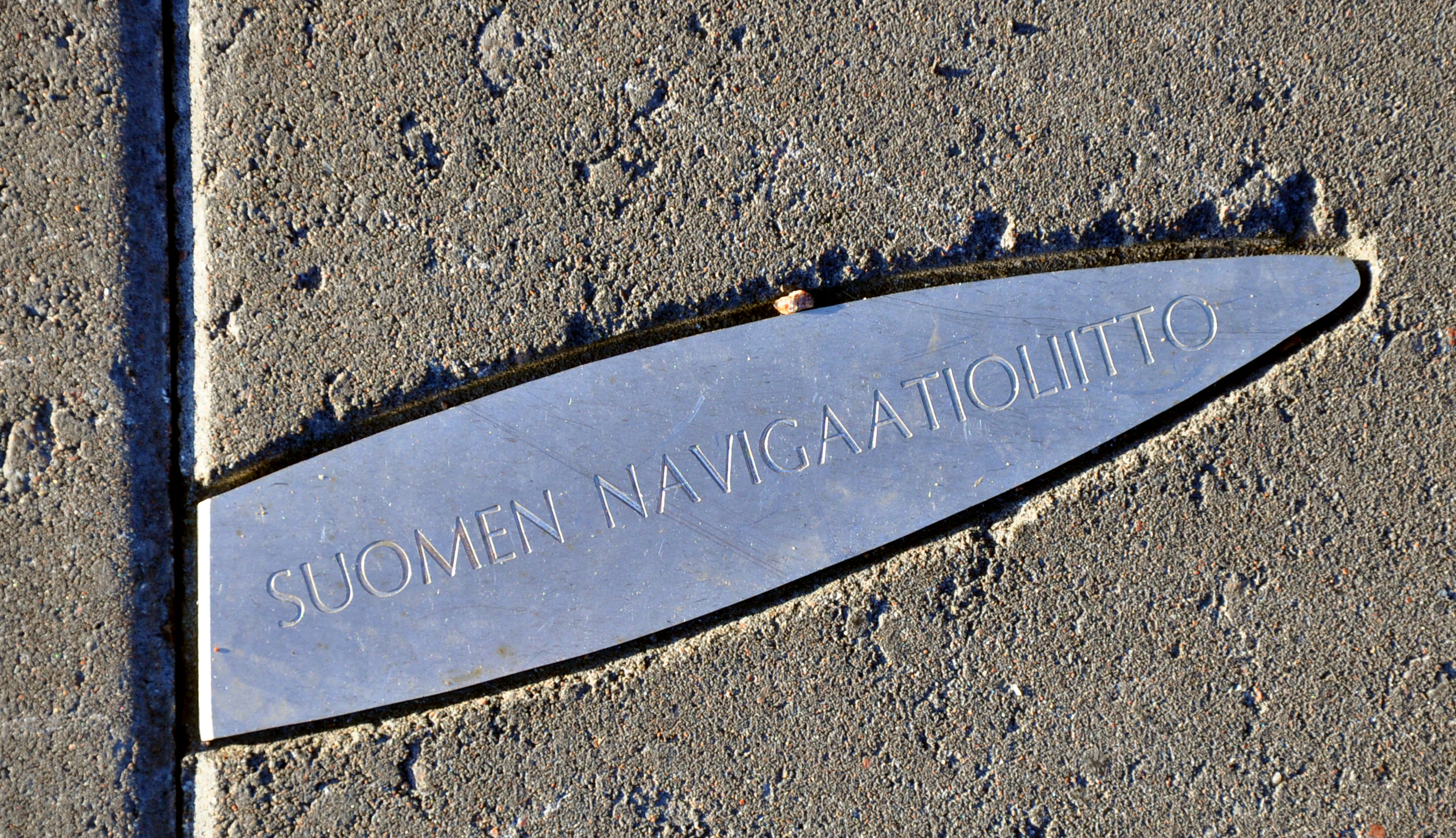
Пластина на площади Архипелагового моря

Деятельность Forum Marinum финансируется за счёт одноимённого фонда. Фонд создан с участием муниципалитета города Турку (примерно 50 %), правительства Финляндии, в частности в лице Министерства образования и культуры и Министерства обороны, и частных компаний, например, STX Finland Oy, Wärtsilä, пароходства Bore.

## Экспонаты Forum Marinum
Постоянная экспозиция посвящена истории судостроения и мореплавания Юго-Западной Финляндии и Аландских островов, а также Военно-морским силам Финляндии. В залах музея действуют следующие выставки:
- «На верфях» — посвящена технологиям строительства кораблей в Турку с момента основания первой верфи шведским королём Густавом Вазой в XVI веке, в эпоху парусников и до наших дней.
- «На моторном заводе» — посвящена истории производства судовых силовых установок в Турку, описывает зарождение выпуска судовых двигателей внутреннего сгорания в 1898 году, внедрению новых технологий компаниями AB Vulcan, WM Crichton & Co и Wärtsilä.
- «Пять жизней национального достояния» — посвящена истории парусного корабля «Suomen Joutsen» с 1902 по 2009 год.
- Выставка на борту теплохода Bore. Посвящена истории корабля и круизного туризма в Сакндинавии.
- «Помощь на море» — посвящена истории создания и развития морской службы спасения в Финляндии.
- «200 лет подготовки капитанов в Финляндии» — выставка посвящена открытию морской академии Aboa Mare в Турку в 1813 году.
- Выставка, посвящённая Таможенной службе Финляндии и истории противодействия морской контрабанде.
- Одна из крупнейших в Финляндии коллекций подвесных моторов.
- Крупнейшая в Финляндии коллекция морских мин.

Помимо постоянной экспозиции, музей регулярно организует временные выставки. Организованная в 2013 году выставка, посвящённая русскому адмиралу Оскару фон Кремеру, экспонировалась также в Центральном военно-морском музее в Санкт-Петербурге.
На территории центра действуют реставрационные мастерские, выполняющие работы по консервации и восстановлению экспонатов.
Музей организует регулярные экскурсии на верфи компании STX Europe в городе Raisio.

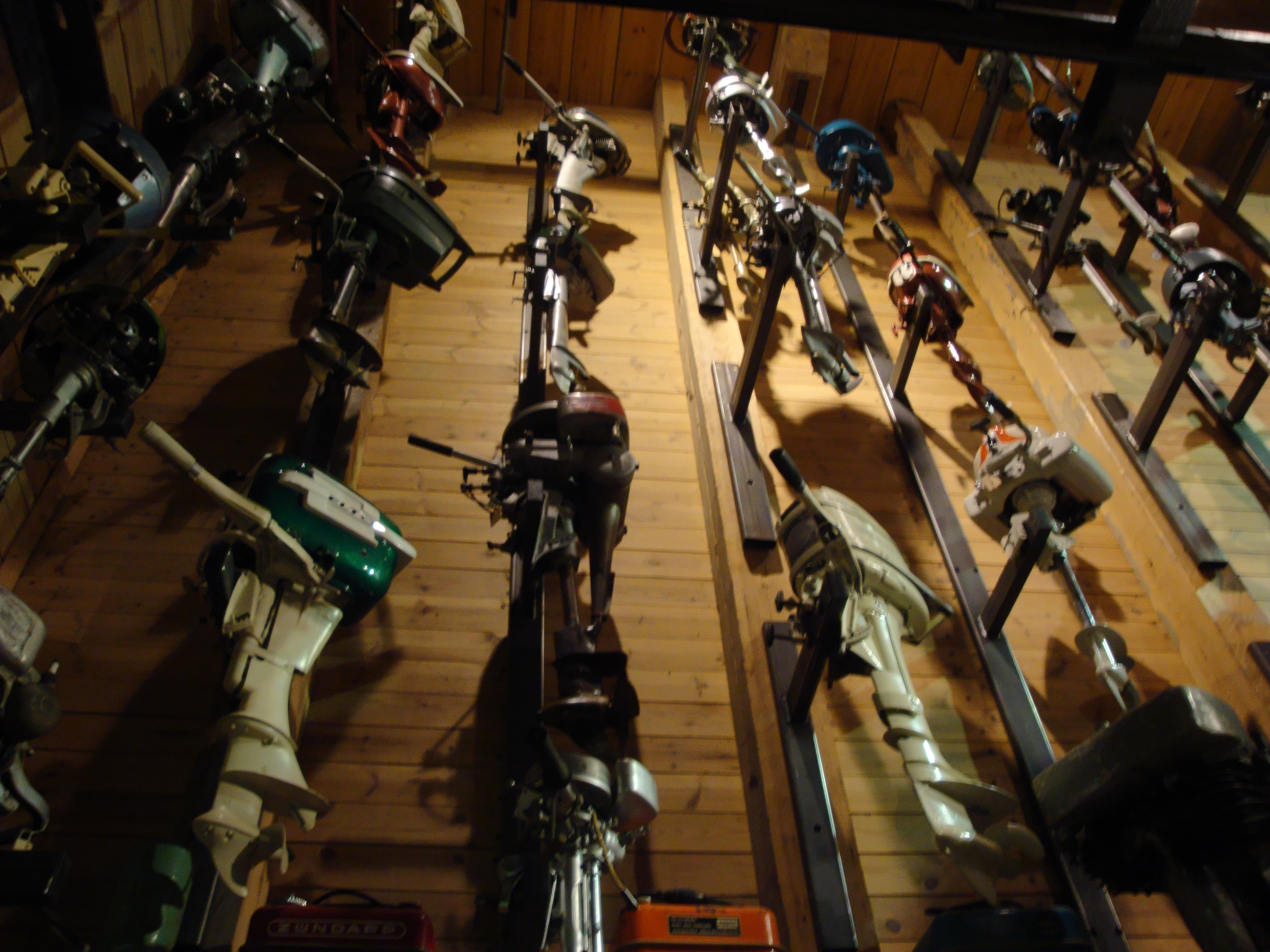
Коллекция подвесных лодочных моторов
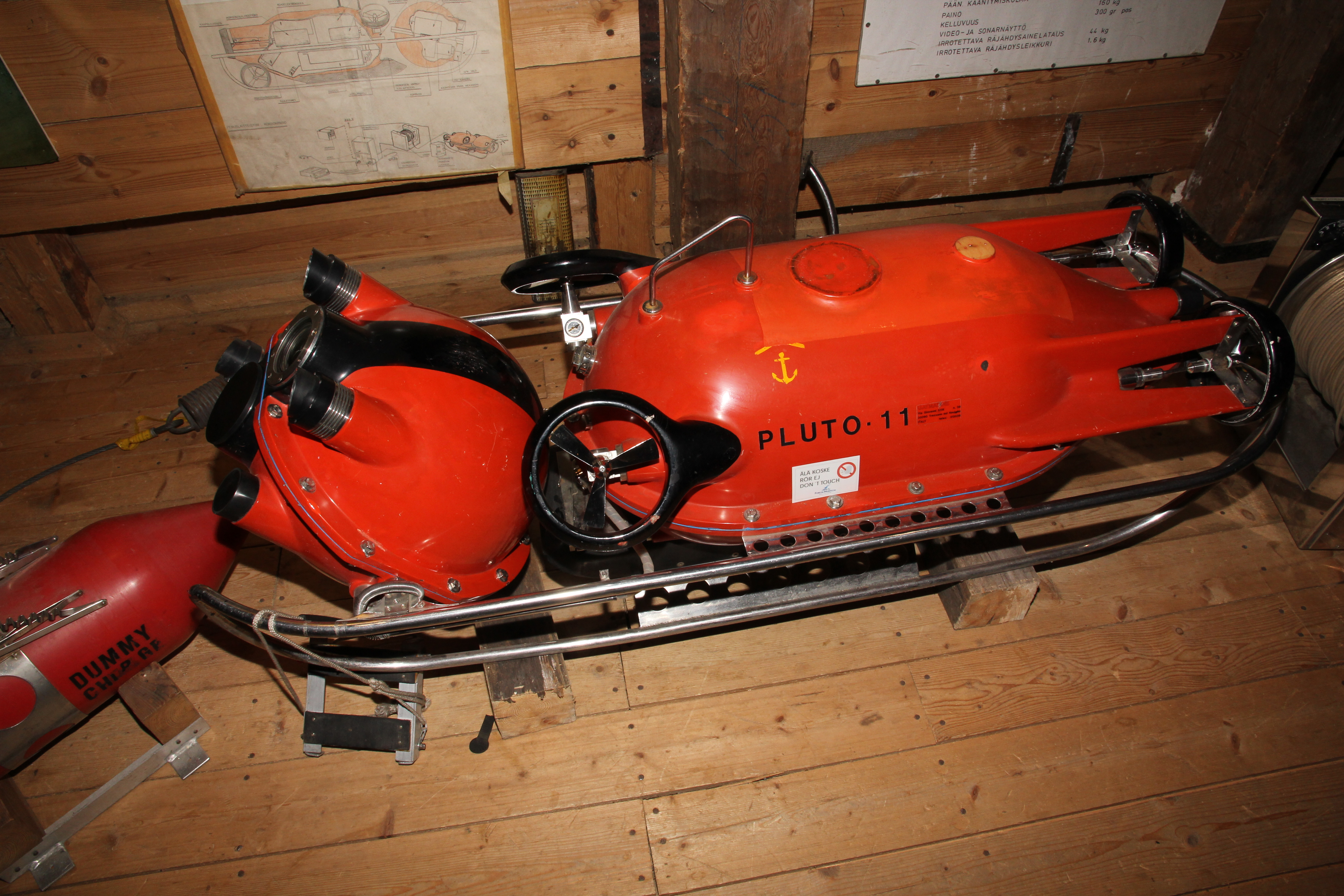
Подводный аппарат Pluto 11
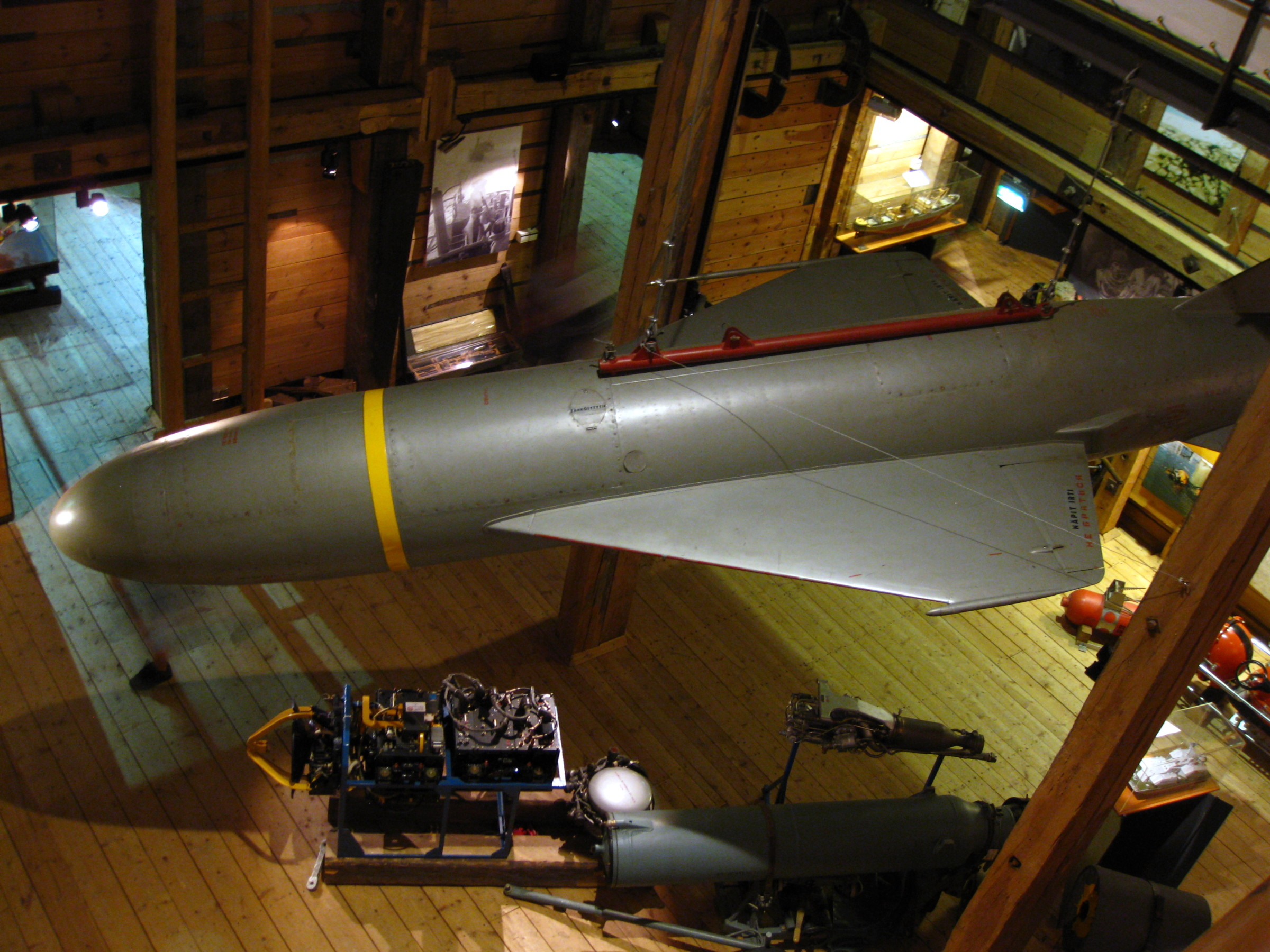
Противокорабельная ракета П-15 "Термит"
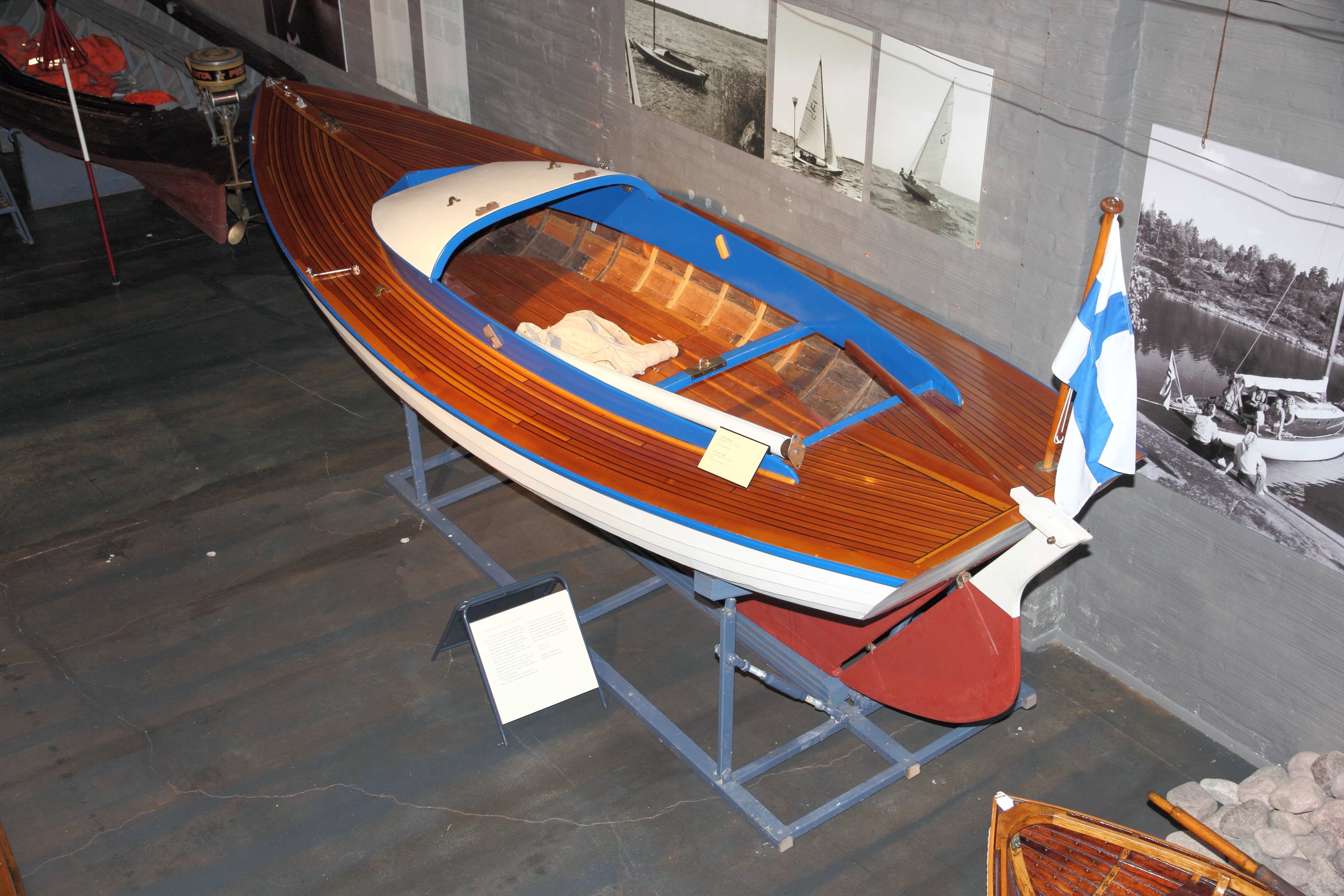
Яхта Vignett
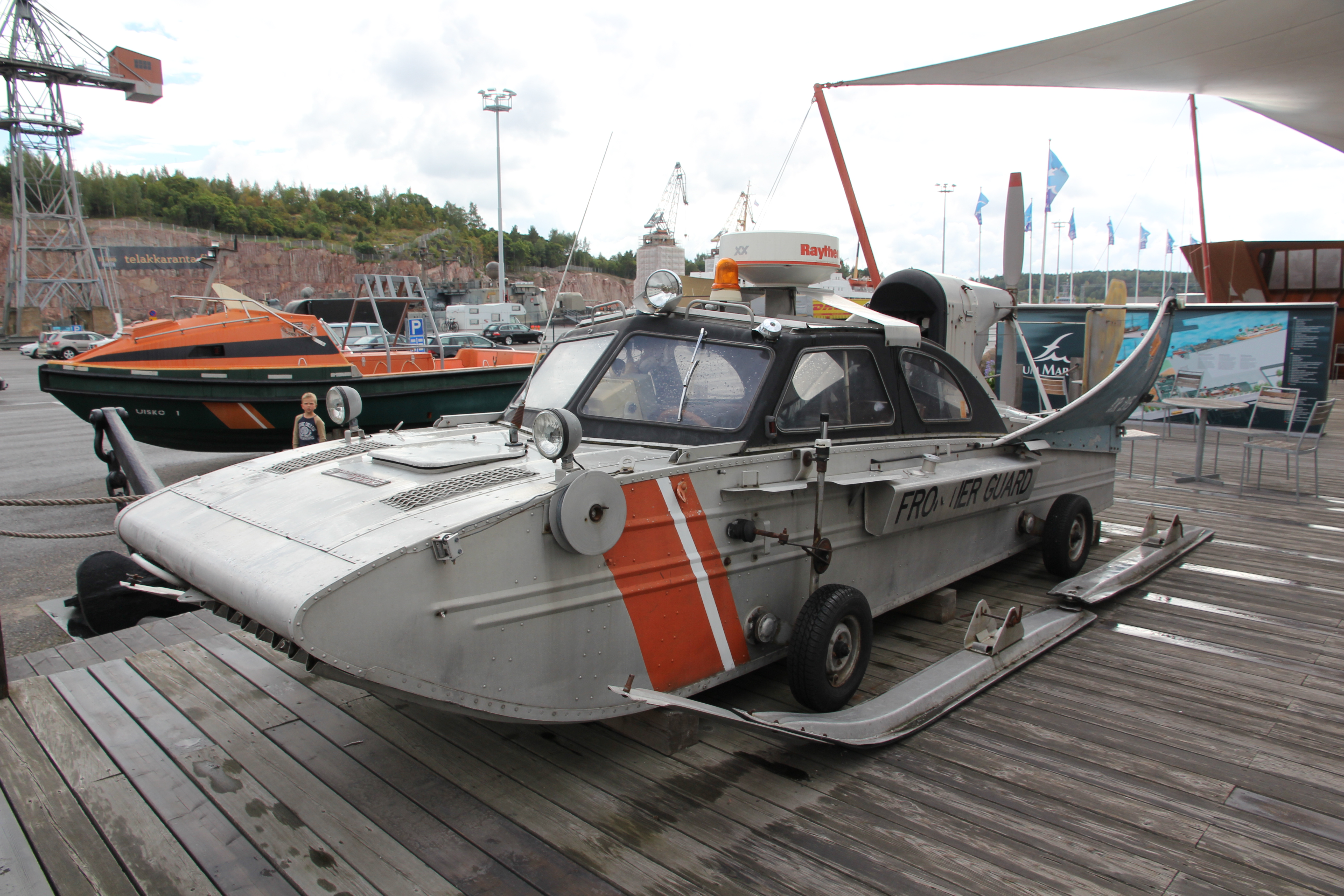
Аэросани-амфибия пограничной службы

## Площадь Архипелагового моря
Площадь Архипелагового моря (Saaristomeren Aukio) — площадь перед музеем. В 2011 году фонд Forum Marinum организовал сбор средств в Фонд защиты Архипелага, целью которого является сохранение природы Архипелагового моря. Площадь была покрыта 4550 плитами, символизирующими острова Архипелага. Каждую плиту предполагалось украсить пластиной с именем дарителя, сделавшего пожертвование в Фонд. Все пластины были проданы, и размер вырученных средств составил 120 000 Евро. 19.05.2011 на церемонии открытия площади люди, сделавшие пожертвования, встали на плиты со своими именами, чтобы выразить солидарность в вопросе защиты окружающей среды.
На отдельной части площади Архипелагового моря размещены пластины с именами глав государств Балтийского региона, которые вносят значительный вклад в сохранение экосистемы Балтийского моря. 25 июня 2013 года, в честь 60-летия установления побратимских связей между Турку и Санкт-Петербургом, музей в сопровождении президента Финляндии Саули Нийнистё посетил президент России Владимир Путин, К этому визиту приурочено открытие пластины с именем Владимира Путина, который также был удостоен почётной медали со стороны мэра Турку — Алекси Ранделла. На площади присутствуют пластины с именами кронпринцессы Швеции Виктории и принца Даниэля, премьер-министра Финляндии Юркки Катанена.

## Музейные суда Forum Marinum
- Парусный корабль Suomen Joutsen
- Барк Sigyn
- Бермудский кеч Daphne
- Портовый буксир Vetäjä V
- Пассажирский теплоход Bore
- Корвет Karjala
- Минный заградитель Keihässalmi
- Торпедный катер Taisto 3 (Tyrsky)
- Сторожевой катер Nuoli 8
- Патрульный катер береговой охраны RV214 Rautaville
- Полицейский катер PMV-1391
- Катер MKL-2103
- Речной паром Pikkuföri

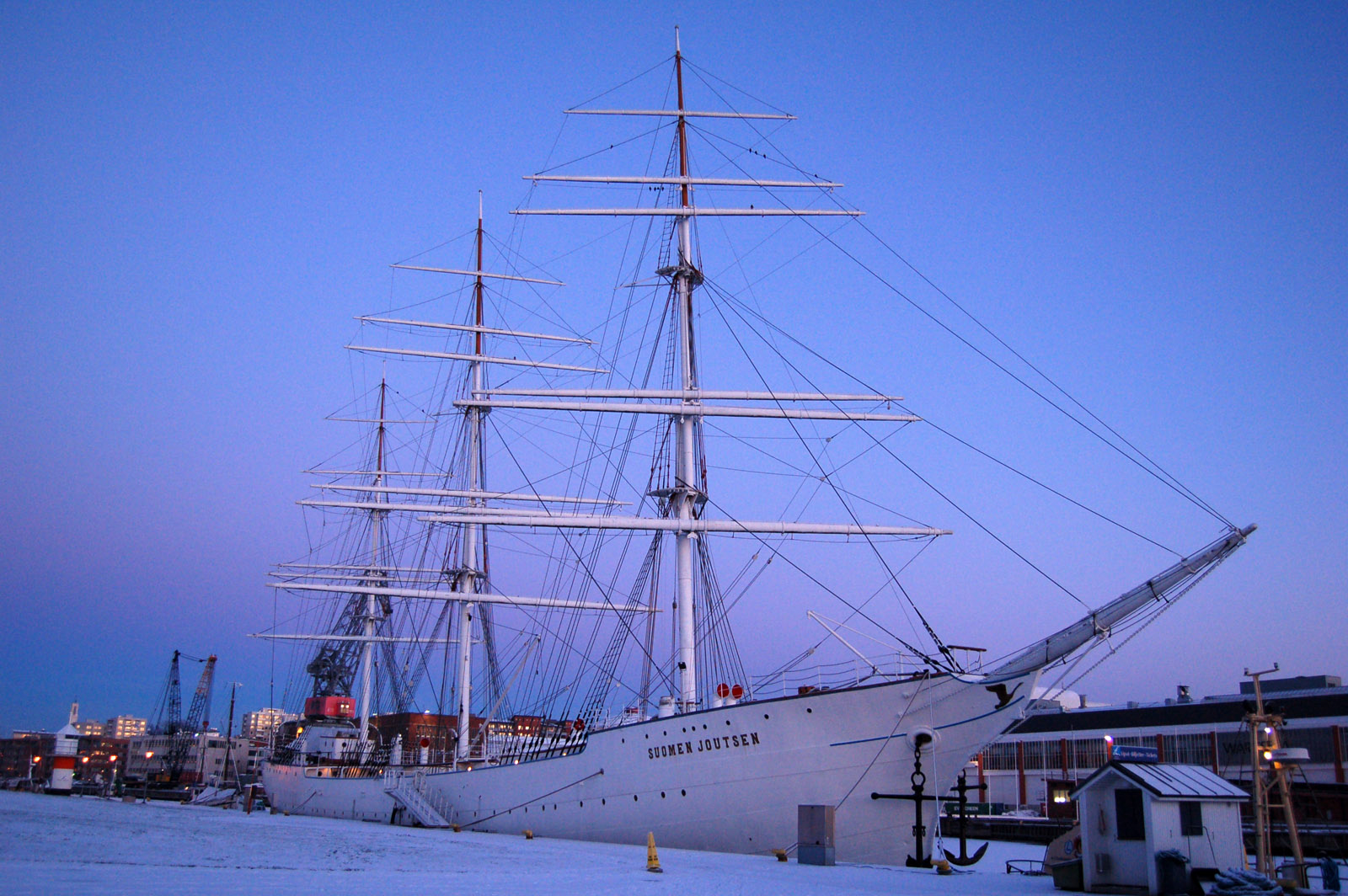
Парусный корабль Suomen Joutsen
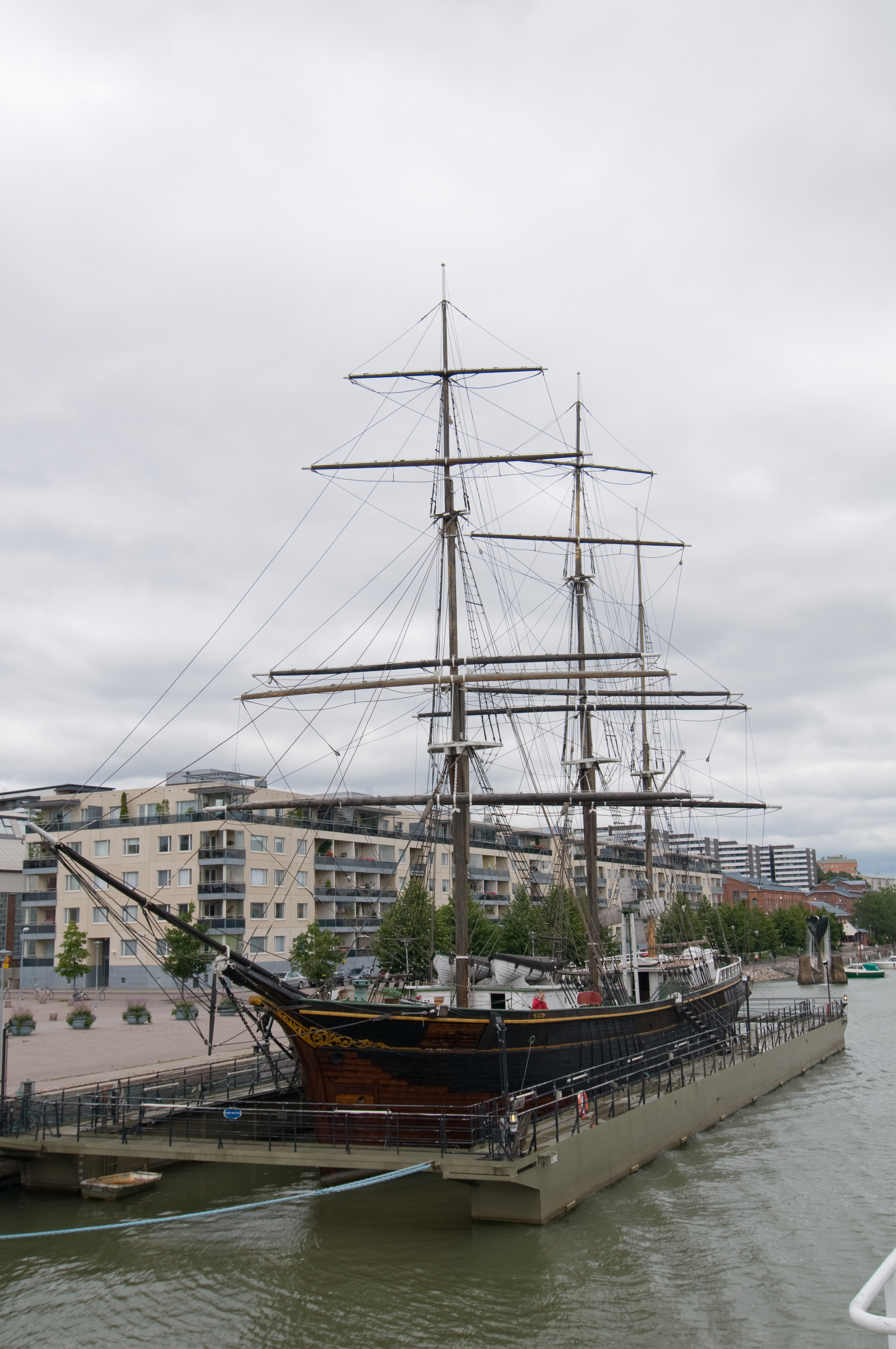
барк Sigyn
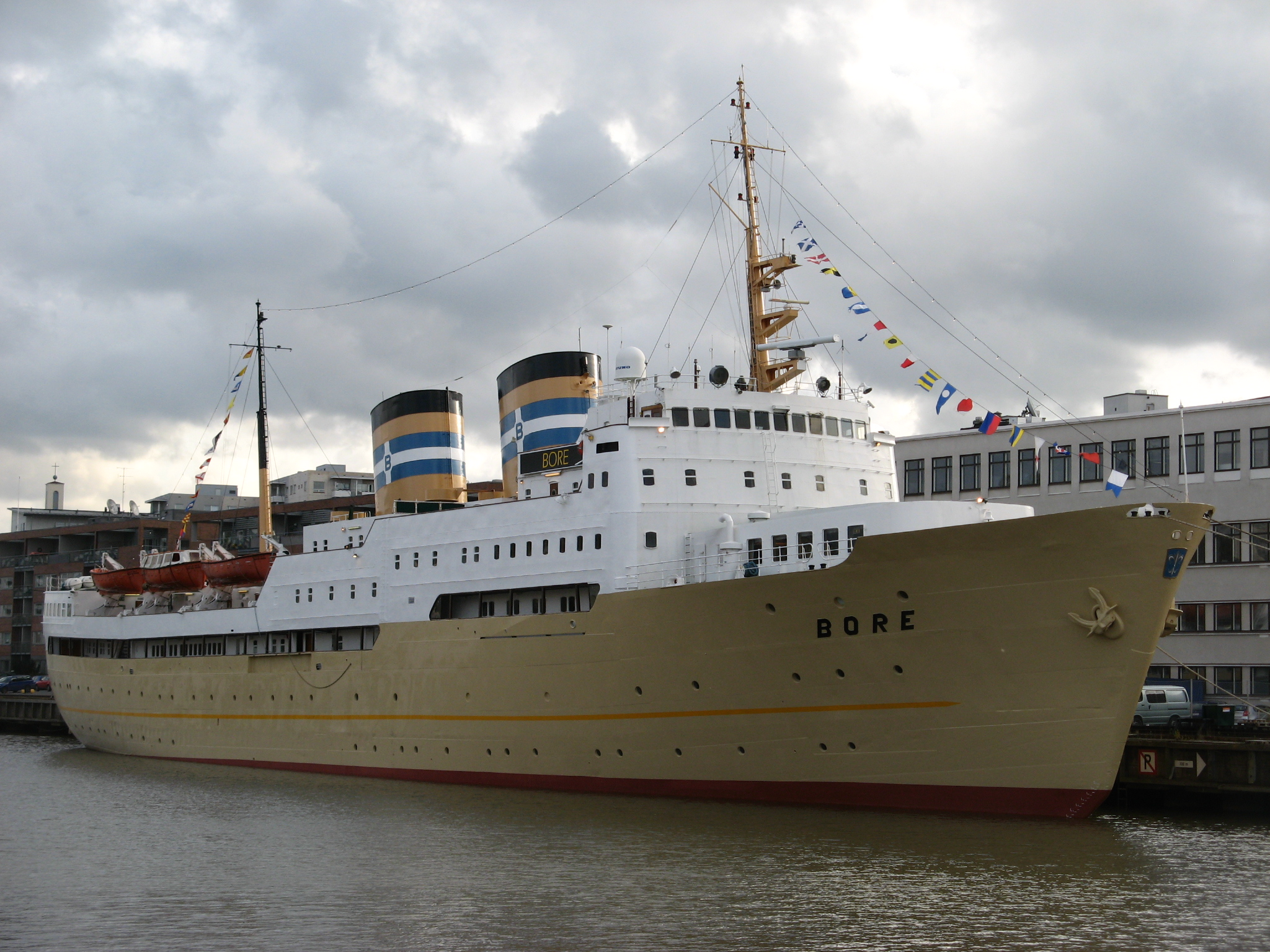
Теплоход Bore
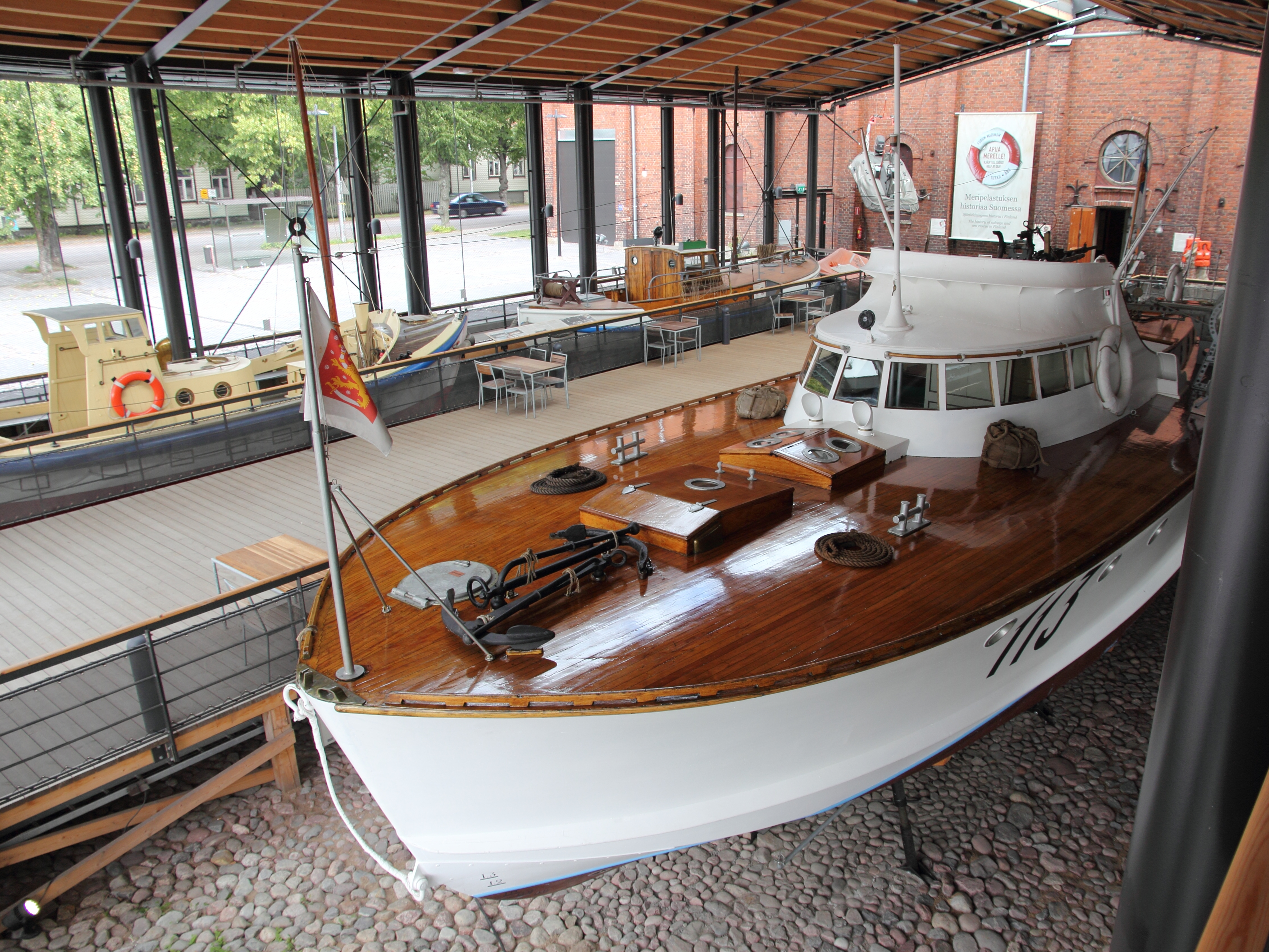
Торпедный катер Taisto 3 (Tyrsky)
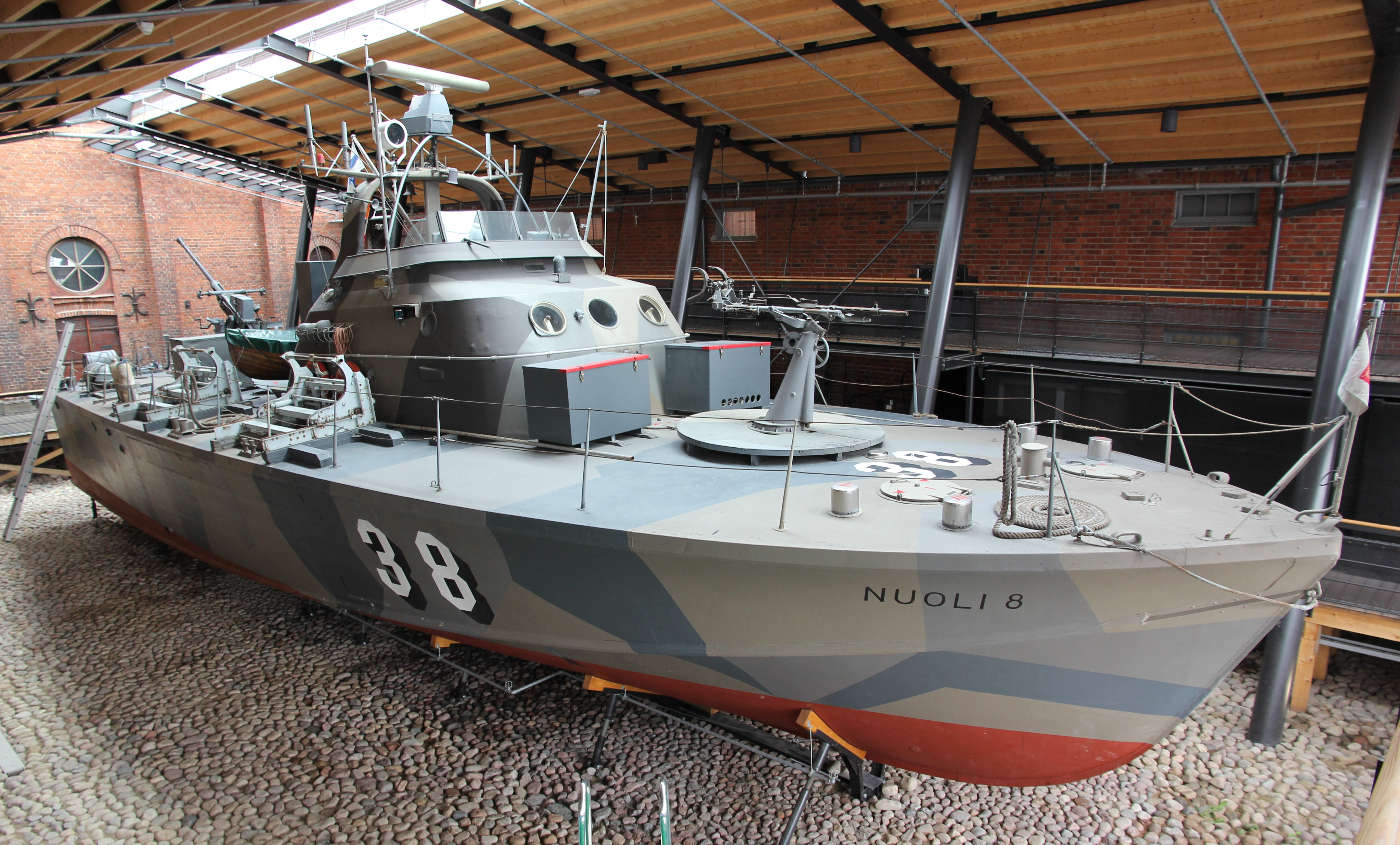
Сторожевой катер Nuoli 8

## Инфраструктура
Помимо музея, на территории Forum Marinum расположены следующие объекты:
- Ресторан Göran
- Гостиница и ресторан на борту теплохода Bore
- Конференц-зал
- Лекционный зал на 200 человек
- Магазин сувениров